# Gia tộc Tachibana (samurai)
Gia tộc Tachibana (立花氏 (Lập Hoa thị)) là một gia tộc daimyō (lãnh chúa phong kiến) của Nhật Bản trong thời kỳ Chiến quốc và Edo của Nhật Bản. Ban đầu có dinh thự là Dinh thự Tachibana ở Kyūshū, sau đó, các tài sản của gia tộc đã được chuyển đến Miền Yanagawa ở phía đông bắc của Honshū vào thời kỳ Edo.
Gia tộc không có quan hệ trực tiếp với gia tộc Tachibana thời Heian, mà có nguồn gốc từ Ōtomo Sadatoshi (mất năm 1336), người đã lấy tên này và ban cho gia đình chư hầu Ōtomo, chủ dinh thự Tachibana. Trong một thời gian, gia tộc Tachibana phục vụ như là vây cánh của  gia tộc Ōtomo trong việc chiến đấu với gia tộc đối thủ Shimazu. Vào giữa thế kỷ 16, một cuộc xung đột giữa Akitoshi và Ōtomo Sōrin đã dẫn đến sự chia rẽ trước đây từ gia đình và lấy tên mới là Tachibana Dōsetsu.
Dōsetsu không có con trai, và phong chức tộc trưởng cho con gái của mình, Tachibana Ginchiyo. Ngay sau đó, bà đã kết hôn với Takahashi Munetora, một chư hầu của Toyotomi Hideyoshi, người đã giúp đánh bại Shimemo trong Chiến dịch Kyūshū của Hideyoshi. Khi kế thừa chức tộc trưởng, Takahashi lấy một tên mới và được biết đến với tên gọi là Tachibana Muneshige.
Muneshige sau đó đã chiến đấu cho Hideyoshi trong cuộc đấu trong Chiến tranh Nhật Bản-Triều Tiên (1592 -1598), và giành được Hệ thống các phiên của Yanagawa (tỉnh Chikugo, 132.000 thạch), vùng đất xung quanh dinh thự Tachibana. Muneshige và Ginchiyo đã chiến đấu chống lại Tokugawa, tuy nhiên, trong Trận Sekigahara quyết định năm 1600, và đã bị từ chối nắm giữ khi Mạc phủ Tokugawa được thành lập.
Cuối cùng, ông đã chứng minh lòng trung thành của mình với Mạc phủ vào năm 1611, và đã được ban cho một tâm phúc có thực lực ở tỉnh Mutsu, cách xa Kyūshū. Lãnh địa Tanakura, khi ấy chỉ đáng giá 20.000 koku, nhưng kể từ khi gia tộc Tanaka chiếm giữ dinh thự Tachibana và Yanagawa qua đời, do thiếu người thừa kế, Tachibana đã được khôi phục lại lãnh thổ cũ của họ. Tài sản của họ vẫn ở mức khoảng 20.000 koku. Nắm giữ nơi này liên tục trong suốt phần còn lại của thời kì Edo, Tachibana đã được ban tước hiệu Hakushaku (Bá tước) trong thời Meiji, khi chế độ phong kiến và giai cấp samurai bị bãi bỏ.
Trong khi đó, em trai của Muneshige, Takahashi Munemasu (1573 – 1617), cũng rơi vào hoàn cảnh tương tự. Lãnh địa của ông ta đã bị giảm từ 18.000 koku xuống còn 5000 do sự phản đối của ông ta đối với Tokugawa tại Sekigahara. Ông ta đổi tên thành Tachibana Naotsugu, và truyền lại Lãnh địa Miike cho những người thừa kế. Tachibana Takachika, một trong những người đó, đã được ban chức tước wakadoshiyori, giành được quyền lực và uy tín cho gia tộc mặc dù ông ta sớm bị giáng chức thành hatamoto. Chi nhánh này của gia tộc đã được ban danh hiệu Tử tước sau cuộc Minh Trị Duy tân.

## Các thành viên quan trọng của gia tộc Tachibana
- Ōtomo Sadatoshi
- Tachibana Shinsei
- Tachibana Munekatsu
- Tachibana Shinzen
- Tachibana Dōsetsu (1513 – 1585)
- Tachibana Ginchiyo (1569 – 1602)
- Tachibana Muneshige (1567 – 1642)
- Tachibana Naotsugu (1573 – 1617)
- Tachibana Takachika